# Jules Déjerine
Joseph Jules Déjerine (Plainpalais, 1849 – Parigi, 1917) è stato un neurologo francese.
Successore di Jean-Martin Charcot alla Salpêtrière, descrisse la sindrome talamica, la nevrite interstiziale ipertrofica, l'atrofia di Déjerine, nel 1892 l'alessia. Gli si devono opere alla base della neurologia.

## Biografia
Jules Dejerine proveniva da una famiglia savoiarda.
Durante la guerra franco-prussiana del 1870, lavora come volontario all'ospedale di Ginevra.
Decide di studiare medicina a Parigi, dove arriva il 21 marzo 1871, alla vigilia della proclamazione della Comune. La sua carriera è stata poi tracciata: allievo di Vulpian, capo della clinica di Hardy (nel cui reparto conosce Augusta Klumpke, sua futura moglie), viene ammesso alla scuola di medicina degli ospedali di Parigi nel 1882, dove si diploma nel 1886. Capo dipartimento all'ospedale Bicêtre, poi, nel 1895 alla Salpêtrière, è professore di storia della medicina nel 1901, poi di patologia interna nel 1907 e infine, dal 1910 al 1917, presiede la Clinique des maladies du système nerveux.
Jules Dejerine muore il 26 febbraio 1917 all'età di quasi 68 anni, stremato dai suoi schiaccianti compiti in un ospedale militare durante la Grande Guerra. È sepolto nel cimitero di Père-Lachaise (Divisione 28).